# Новосельская, Лариса Николаевна
Лариса Николаевна Новосельская (5 декабря 1973) — российская биатлонистка, чемпионка Европы (1994), чемпионка России, участница (запасная) зимней Олимпиады-1994. Мастер спорта России международного класса.

## Биография
Выступала за спортивное общество «Динамо» и город Смоленск. Тренер — Вячеслав Анатольевич Сержантов, также тренировалась под руководством Валерия Алексеевича Шитикова.
На первом чемпионате Европы, в 1994 году в Контиолахти, одержала победу в эстафете в составе сборной России вместе с Еленой Думновой и Ириной Милешиной.
В январе 1994 года выиграла индивидуальную гонку на предолимпийских отборочных соревнованиях в Свердловске-44. В составе сборной России была участницей зимней Олимпиады 1994 года в Лиллехаммере, но не стартовала ни в одном виде программы.
Дебютировала на Кубке мира в сезоне 1994/95 на этапе в Антерсельве, заняла 51-е место в индивидуальной гонке и 27-е — в спринте. В сезоне 1995/96 стала 21-й в индивидуальной гонке на этапе в Брезно, набрав свои единственные очки в зачёт Кубка мира. Всего на Кубке мира приняла участие в шести гонках.
На внутренних соревнованиях становилась чемпионкой страны в 2001 году в командной гонке в составе сборной Москвы и Смоленской области вместе с Натальей Левченковой, Надеждой Талановой и Ольгой Зайцевой.
В 2002 году завершила спортивную карьеру. Работает на таможне в г. Смоленске, принимает участие в ведомственных спортивных соревнованиях. Перед Олимпиадой-2014 принимала участие в эстафете олимпийского огня.
Награждена нагрудным знаком «За заслуги в развитии спорта», почётной грамотой президента РФ за участие в подготовке Олимпиады-2014.

### Результаты в общем зачёте Кубка мира
- 1994/95 — очков не набирала
- 1995/96 — 68-е место (5 очков)

## Личная жизнь
Окончила Смоленский государственный институт физической культуры.